# Мурщак
Мурщак (словен. Murščak) — поселення в общині Раденці, Помурський регіон, Словенія. Висота над рівнем моря: 285,2 м.